# Сребро ил’ олово
Сребро ил’ олово (шп. plata o plomo) јесте дилема која се приписује колумбијском нарко босу Паблу Ескобару. Садржи у себи стилску фигуру метонимију и означава ситуација с два излаза од којих ниједан етички прихватљив. Према причама, Ескобар је пред ову дилему стављао све они који би желели да му се супротставе, од дилера до полицијских службеника.

## Значење
У овој дилеми метонимија је двоструко присутна. Реч „сребро” означава неко материјално добро, најчешће новац, који се прво нуди саговорнику у замену да услиши Ескобарову вољу. Уколико се одбије „сребро”, уследиће „олово” које означава метак, односно убиство.

## У популарној култури
- Ова дилема се појављује одмах у првој епизоди телевизијске серије Наркос, која говори о биографији Пабла Ескобара. Дилема је упућена полицијском службенику који жели да заплени Ескобарову кријумчарену робу.
- Plata O Plomo је назив заједничког студијског албума Фет Џоа и Реми Ма.[2]
- У песми „Маче” коју изводе Марлон Брутал и Ђус, спомиње се ова дилема.[3]